# آتاناس الکساندروف
آتاناس الکساندروف (بلغاری: Атанас Александров؛ ۲ ژوئن ۱۹۵۲ – ۱۱ آوریل ۲۰۰۴) بازیکن فوتبال اهل بلغارستان بود.
وی همچنین در تیم ملی فوتبال بلغارستان بازی کرده است.